# Irma Bandiera
Irma Bandiera, també coneguda pel nom de guerra «Mimma», (Bolonya, 8 d'abril de 1915 - Bolonya, 14 d'agost de 1944) va ser un partisana italiana, membre del 7è Grup d'Acció Patriòtica de la Resistència italiana. El 1944 va ser capturada, encegada i assassinada pels feixistes italians. Enrico Berlinguer, del Partit Comunista Italià, la va tenir en gran consideració. Un carrer de la seva Bolonya natal porta el seu nom i la cançó Mimma e Balella està relacionada amb ella.

## Biografia
Bandiera va néixer el 1915 en el bressol d'una família bolonyesa acomodada; el seu pare Angelo era mestre de la construcció, que es va acostar a l'antifeixisme durant la dictadura; seva mare va ser Argentina Manferrati, i va tenir una germana anomenada Nastia.
La seva parella, un soldat, va ser fet presoner pels alemanys a Creta després del 8 de setembre de 1943, i va romandre desaparegut després que el transport en què es va embarcar pel trasllat a Alemanya fos bombardejat i enfonsat al port del Pireu. La recerca de les seves restes mortals segueix sense donar resultats.
Bandiera va començar a ajudar els soldats italians desmobilitzats després de l'armistici i a interessar-se per la política quan es va unir al Partit Comunista Italià. Al petit poble de Funo, on acostumava a visitar els seus familiars, va conèixer a un estudiant de medicina d'Argelato, Dino Cipollani («Marc»). Bandiera es va unir així a la Resistència italiana contra el feixisme, en aquell moment molt activa a la plana bolonyesa. Amb el nom de guerra «Mimma» va formar part de la 7a Brigada GAP "Gianni Garibaldi" de Bolonya.
El 5 d'agost de 1944, els partisans van matar a un oficial alemany i al comandant de les brigades negres, el qual va provocar l'endemà una important represàlia a Funo. Tres partisans van ser arrestats i empresonats a les escoles de Sant Giorgio di Piano.

### Arrest i assassinat
El 7 d'agost de 1944, Bandiera portava armes a la base del seu grup a Castel Maggiore. De nit, va ser arrestada a casa del seu oncle, juntament amb uns altres dos partisans. També va ser tancada a les escoles de Sant Giorgio di Piano, però separada dels seus companys. Posteriorment va ser traslladar a Bolonya, on els feixistes esperaven obtenir d'ella més informació sobre la Resistència.
Mentre la seva família la buscava a presons i casernes, durant sis dies i sis nits va ser torturada pels feixistes de la Companyia Autònoma Especial, dirigida pel capità Renato Tartarotti, que va venir per encegar-la, però ella va resistir sense confessar, preservant l'anonimat dels seus companys. Segons l'escriptora i partisana Renata Viganò, «la derrota més ignominiosa de la seva sagnant professió s'anomenava Irma Bandiera». Finalment, el 14 d'agost, els feixistes la van disparar a boca de canó al Meloncello di Bologna, prop de la casa dels seus pares. Aquell mateix dia, es va trobar el seu cos a la vorera del carrer, prop de la fàbrica de sanitaris ICO, on els seus torturadors l'havien deixat a la vista del públic durant tot el dia a mode d'advertència. Després va ser portada a l'Institut de Medicina Forense, a la Via Irnerio, on un guardià, amic de la Resistència, va fer fotos del seu rostre devastat per la tortura. Finalment va ser enterrada al cementiri monumental de la Cartoixa de Bolonya, acompanyada per familiars i alguns amics.
El 4 de setembre de 1944 la secció bolonyesa del Partit Comunista Italià va fer circular un document clandestí en què recordava el sentit patriòtic del sacrifici de Bandiera, incitant a tota Bolonya a intensificar la lluita partisana per l'alliberament del feixisme.
En el seu honor, a l'estiu de 1944, un grup de partisans que operaven a Bolonya van prendre el nom de la 1a Brigada Garibaldi "Irma Bandiera". Una brigada SAP (Squadra di azione patriottica - Equip d'Acció Patriòtica) que operava en els suburbis del nord de Bolonya també va rebre el seu nom, així com un GDD (Gruppo di Difesa della Donna - Grup de Defensa de les Dones).

## Honors i memòria

Medalla d'or al Valor Militar

Al final de la guerra va ser condecorada pòstumament amb la Medalla d'or al Valor Militar, juntament amb 18 partisanes més. La justificació d'atorgament menciona:
| « | Prima fra le donne bolognesi a impugnare le armi per la lotta nel nome della libertà, si batté sempre con leonino coraggio. Catturata in combattimento dalle SS. tedesche, sottoposta a feroci torture, non disse una parola che potesse compromettere i compagni. Dopo essere stata accecata fu barbaramente trucidata e il corpo lasciato sulla pubblica via. Eroina purissima degna delle virtù delle italiche donne, fu faro luminoso di tutti i patrioti bolognesi nella guerra di liberazione. | Primera entre les dones bolonyeses a empunyar les armes per a la lluita en nom de la llibertat, sempre va lluitar amb el coratge d'un lleó. Capturada en combat per les SS alemanyes, sotmesa a una ferotge tortura, no va dir ni una paraula que pogués comprometre als seus camarades. Després de ser encegada, la van matar brutalment i van deixar el cos a la via pública. Heroïna pura, digna de les virtuts de les dones italianes, va ser el far de tots els patriotes de Bolonya a la guerra d'alliberament. | » |

Bandiera és recordada al Santuari de Piazza Nettuno i al Monument a les Cataractes partisanes, a Villa Spada.
Un carrer porta el seu nom en els municipis de Bolonya, Argelato, Castel Maggiore, Castelnovo di Sotto, Cattolica, Copparo, Crevalcore, Granarolo dell'Emilia, Malalbergo, Molinella, Pieve di Cento, Sant'Ilario d'Enza, San Giorgio di Piano (tots ells de la regió d'Emília-Romanya), així com de Rovigo, Terni, Civitavecchia, Ribera (Sicília), Gonnesa (Sardenya), Sant'Arpino i Valenza. Un gran complex d'habitatges també porta el seu nom a Frattamaggiore. A Bolonya, el vial que porta el seu nom comença a l'Arco del Meloncello, el lloc on va ser assassinada. En aquest indret hi ha una placa commemorativa en memòria seva que hi diu:
| « | Irma Bandiera Eroina nazionale 1915 - 1944 Il tuo ideale seppe vincere le torture e la morte La libertà e la giovinezza offristi Per la vita e il riscatto del popolo e dell'Italia Solo l'immenso orgoglio attenua il fiero dolore Dei compagni di lotta Quanti ti conobbero e amarono Nel luogo del tuo sacrificio A perenne ricordo Posero | Irma Bandiera Heroïna nacional 1915 - 1944 El teu ideal va ser capaç de vèncer la tortura i la mort. Llibertat i joventut oferides a tu. Per la vida i la redempció del poble i d'Itàlia. Només l'immens orgull atenua el dolor ferotge. Companys de lluita Quants et van conèixer i estimar En el lloc del teu sacrifici. Una memòria perenne van col·locar. | » |

Amb motiu del 72è aniversari de l'alliberament nacional, Bolonya li va retre un homenatge al barri on va néixer i on la van matar. L'associació CHEAP Street Poster Art i el duet d'artistes de carrer d'Orticanoodles (pseudònim del duet artístic italià Wally i Alita) van triar la façana de Bombicci, l'escola que reivindica una «vocació democràtica i antifeixista», per a expressar com Irma Bandiera va ser una heroïna nacional a la vegada que filla del districte. Es va crear un gran mural amb la tècnica de desempolsar, reproduint el seu rostre somrient, ja que va ser immortalitzada en una de les seves fotografies més famoses.